# Bronski Beat
Bronski Beat foi uma banda britânica de synthpop, formada em 1983. Seus membros eram Jimmy Somerville (vocais), Steve Bronski e Larry Steinbachek (ambos tocavam teclados e percussão). Os três sempre foram publicamente homossexuais, e isso se refletia nas letras de suas músicas.
Larry Steinbacheck faleceu em 2016, vítima de câncer.
Steve Bronski morreu em 2021, intoxicado pela fumaça em decorrência de um incêndio no apartamento onde vivia. Devido às sequelas de um derrame, Bronski tinha dificuldades de locomoção e não conseguiu se evadir do local à tempo.

## Discografia

### Álbuns
- The Age of Consent, 1984 UK # 4
- Hundreds & Thousands, 1985 UK # 24
- Truthdare Doubledare, 1986 UK # 18
- Rainbow Nation, 1995[5]

### Compilações
- The Singles Collection 1984 / 1990 (incl. Jimmy Somerville, Bronski Beat & The Communards), 1990 UK#4
- The Very Best Of Jimmy Somerville, Bronski Beat & The Communards, 2002

### Singles
- "Smalltown Boy", junho de 1984, UK #3, U.S. #48, IT #1
- "Why?", setembro de 1984, UK #6, IT #18
- "It Ain't Necessarily So", dezembro de 1984, UK #16, IT #28
- "I Feel Love" (com Marc Almond), abril de 1985, UK #3
- "Hit That Perfect Beat", December, 1985, UK #3, IT #9
- "C'mon C'mon", março de 1986, UK #20, IT #40
- "Cha Cha Heels" (comEartha Kitt), 1989, UK #32
- "I'm Gonna Run Away", 1990
- "One More Chance" 1990
- "What More Can I Say", 1990
- "Smalltown Boy" (remix), 1991, UK 32
- "Why 94" 1994
- "Smalltown Boy 94", 1994
- "Kicking Up The Rain" 1995
- "Hit That Perfect Beat" / "I Love The Nightlife" 1995[5]